# Задобарје
Задобарје је насељено место у саставу града Карловца у Карловачкој жупанији, Република Хрватска.

## Историја
До територијалне реорганизације у Хрватској налазило се у саставу старе општине Карловац.

## Становништво
На попису становништва 2011. године, Задобарје је имало 373 становника.

## Попис1991.
На попису становништва 1991. године, насељено место Задобарје је имало 468 становника, следећег националног састава:
| Попис 1991.‍  | Попис 1991.‍  | Попис 1991.‍ | Попис 1991.‍ | Попис 1991.‍ |
| ------------ | ------------ | ----------- | ----------- | ----------- |
|              |              |             |             |             |
| Хрвати       | Хрвати       |             | 451         | 96,36%      |
| Срби         | Срби         |             | 10          | 2,13%       |
| неопредељени | неопредељени |             | 2           | 0,42%       |
| непознато    | непознато    |             | 5           | 1,06%       |
| укупно: 468  |              |             |             |             |